# Nanisme diastrophique
 (juillet 2012).
 Mise en garde médicale
Le nanisme diastrophique  est un nanisme qui est caractérisé par un raccourcissement des membres avec un crâne de taille normale, un pouce dévié rappelant l’aspect du pouce faisant de l’auto-stop, une déformation de la colonne vertébrale et des contractures articulaires.

## Autres noms de la maladie
- Dysplasie diastrophique

## Étiologie
Mutation du gène SLC26A2, de l'anglais : solute carrier family 26 (sulfate transporter), member 2, situé sur le locus q31-q34 du chromosome 5.

## Incidence
1 sur 100 000 naissances.

## Description
- Raccourcissement des membres
- Crâne de taille normale
- Déformation des pouces caractéristiques
- Petit thorax
- Abdomen proéminent
- Raideur des grosses articulations
- Division labiale dans 1/3 des cas
- Kystes du pavillon de l'oreille dans 2/3 des cas
- Déviation cubitale des doigts
- Écart entre les 2e et 3e orteils
- Pied bot

## Diagnostic

### Clinique
Outre les signes cliniques, les radiographies osseuses permettent de retrouver des signes très évocateurs de la pathologie.

### Histologie
On retrouve les signes d’absence de protéoglycanes sulfatés dans le cartilage. Le défaut d’incorporation de protéoglycanes sulfatés peut être mis en évidence par la culture de fibroblaste

### Génétique
- L'hybridation in situ en fluorescence permet le diagnostic dans 65 % des cas en mettant en évidence les cinq mutations les plus fréquentes du gène SLC26A2.
- L'analyse séquentielle permet le diagnostic dans 90 % des cas

## Maladies génétiquement reliées
Trois autres maladies (toutes de transmissions autosomiques récessives) sont en rapport avec des mutations du gène SLC26A2 :
- Achondrogenèse de type IB
- Atélostéogenèse type II
- Dysplasie épiphysaire multiple

## Diagnostic différentiel
Outre les maladies qui sont en rapport avec la mutation du gène SLC26A2, les autres ostéochondrodysplasies suivantes peuvent être discutées
- Syndrome oto-palato-digital
- Syndrome de Larsen
- Syndrome de Desbuquois

## Diagnostic prénatal

### Grossesse à bas risque
Le diagnostic échographique est possible mais pas avant le deuxième trimestre.

### Grossesse à haut risque
- Le diagnostic par hybridation in situ par fluorescence est possible après biopsie de trophoblaste ou amniocentèse
- Le diagnostic échographique est possible

## Mode de transmission
Transmission autosomique récessive

## Sources
- (fr) www.orpha.net, site de renseignement sur les maladies rares et les médicaments orphelins
- (en) Online Mendelian Inheritance in Man, OMIM (TM). Johns Hopkins University, Baltimore, MD. MIM Number:606718
- (en) GeneTests: Medical Genetics Information Resource (database online). Copyright, University of Washington, Seattle. 1993-2005